# Dopant
Dopant je snov, ki jo vnesemo v izredno majhnih količinah (v sledeh) v snov, da bi s tem snovi spremenili električne in optične lastnosti.
V kristalnih snoveh atomi dopanta zavzamejo mesta atomov kristala. Postopek za vnos dopanta v kristalno mrežo imenujemo dopiranje. Najbolj pogosto se dopiranje uporablja pri izdelavi polprevodnikov.
Kadar dodajamo elemente, ki imajo več elektronov v valenčnem pasu kot atomi v kristalni strukturi, imamo dopiranje tipa n (primer: dopiranje silicija s fosforjem). V primeru, da dodajamo elemente, ki imajo manj elektronov v valenčnem pasu kot atomi kristalne struktue, imamo dopiranje tipa p (primer: dopiranje silicija z borom).

## Najpogosteje uporabljeni dopanti
- bor, arzen, fosfor in antimon, se najpogosteje uporabljajo kot dopanti pri izdelavi polprevodnikov
  - dopanti za silicij in germanij in polprevodnikov 4. skupine elementov
    - donorji: atomi 5. skupine kot so antimon, fosfor, arzen
    - akceptorji: 3. skupina: bor, aluminij, galij

  - dopanti za galijev arzenid in polprevodnike elementov iz skupin 3 in 5
    - donorji: atomi iz 6. in 4. skupine: žveplo, selen, telur, silicij
    - akceptorji: atomi 2. in 4. skupine: magnezij, cink, kadmij, silicij

- Na medicinskem področju se uporablja erbij kot dopant za laserske skalpele v laserski kirurgiji. Z evropijem se dopira plastkav laserjih. S holmijem [1] in neodimom dopiran itrij aluminijev granat se uporablja v nekaterih laserskih skalpelih.[2]

## Sprememba energijskih nivojev
Vnos dopantov spremeni strukturo energijskih nivojev v polprevodniku.  Pri vnosu donorjev nastane v prepovedanem pasu dodatni energijski nivo, ki je blizu prevodnemu pasu. Elektroni potrebujejo relativno malo energije za preskok v prevodni pas. Pri dodajanju akceptorjev pa nastane dodatni energijski nivo, ki je bliže valenčnemu pasu. Energija za preskok v ta nivo je majhna. Preskok pa pusti za seboj vrzel, ki se obnaša kot pozitivni naboj.

| Vnešeni so donorji. Energija za preskok v prevodni pas je majhna. Z EV je označena zgornja meja valenčnega pasu, z EC pa spodnja meja prevodnega pasu, z ED pa energija donorjev. | Vnešeni so akceptorji. Elektroni preskočijo in za seboj pustijo vrzel Z EV je označena zgornja meja valenčnega pasu, z EC pa spodnja meja prevodnega pasu, z EA pa energija akceptorjev. . |

## Tehnologija dopiranja
Dopiranje se izvaja na nekaj načinov. Najbolj pogosti načini so:
- z difuzijo
- z ionsko vsaditvijo (ionska implantacija)
- z nevtronskim dopiranjem

Pri difuziji se izkorišča termično gibanje pri katerem dobimo skupni pretok molekul ali atomov iz področja z višjo koncentracijo v področje z manjšo koncentracijo  molekul ali atomov.

Pri ionski implantaciji se vsadijo ioni neke snovi v drugo snov s pomočjo izvora ionov.

Pri nevtronskem dopiranju (najbolj pogosto pri dopiranju silicija s fosforjem ali galija z arzenom) izkoriščamo spremembo izotopov zaradi obsevanja z nevtroni. Stabilen izotop silicija 30Si obsevamo z nevtroni in dobimo radioaktiven izotop 31Si, ki ima razpolovno dobo samo 2,62 ur  . 
To zapišemo na naslednji način:
{\displaystyle \mathrm {{}^{30}Si\ +n\longrightarrow {}^{31}Si+\gamma } }
{\displaystyle \mathrm {{}^{31}Si\ {\stackrel {\beta ^{-},\ 2,62\,h}{\longrightarrow }}\ {}^{31}P} }.
S to metodo dobimo zelo enekomerno dopirano snov.